# Lu Džjujuan
Lu Džjujuan (kitajščina: 陸九淵; pinjin: Lù Jiǔyuān; 1139–1192), ali Lu Šjangšan (陸象山; Lù Xiàngshān), kitajski novokonfucijanski filozof, * 26. marec 1139, provinca Džjangši, † 10. januar 1193, Džingmen, provinca Hubej. 
Velja za začetnika "Šole zavesti" dinastije Ming (druga polovica 16. stol.). Bil je prijatelj in hkrati glavni nasprotnik Džu Šija.
V času svojega življenja ni bil posebno priljubljen. Šele leta 1530 je postal znan in celo vključen med najpomembnejše konfucijance.

## Glavne ideje

### Enotnost uma in poti
Lu Džjujuan nasprotuje Džu Šijevi metodi iskanja principov med posamičnimi stvarmi in zastopa prepričanje, da je človekov duh/srce (šin) eno s potjo (dao) in je torej principe potrebno spoznati v lastnem duhu.
Bil je namreč prvi mislec, ki je pri iskanju izgubljene, holistične enovitosti utemeljil osrednjo vlogo zavesti.
"Narava in jaz sva eno prav zaradi zavesti."
Človeška notranja narava (šing) je neločljivo povezana s principi univerzuma, je zato izvorno dobra in predstavlja temelj pravilnega delovanja. Osnovo moralnosti in védenja je zato mogoče doseči z vračanjem k izvornemu stanju duha in ne z iskanjem principov v bivajočih posamičnostih.
Na njegovo filozofijo je imel (poleg budizma) velik vpliv tudi daoizem, katerega osrednji pojem je dao, neviden in vseobsegajoč praprincip vsega obstoječega, s katerim se je po daoizmu treba uskladiti za harmonično življenje.

### Prvotni um
Koncept prvotnega uma si je prvi zamislil Mencij, vendar ga je Lu nadaljeval. Prvotni um pomeni, da imajo vsa človeška bitja že prirojena moralno znanje in vrline. Ima štiri strani ali kot jih je Mencij imenoval "štiri korenine srca":
- Sočutje - korenina človeškosti (ren).

- Sram - korenina pravičnosti (ji).

- Spoštovanje - korenina ustreznosti in obrednega spoštovanja (li).

- Poznavanje pravilnega in napačnega ravnanja - korenina modrosti (dži).

Te štiri korenine srca niso nič drugega kot zgolj težnje uma. Potrebujejo pravilno negovanje, da postanejo močne in zdrave in da pokažejo svojo resnično naravo, ki je moralna vrlina.
Lu je verjel, da so moralne vrline prisotne v človekovem srcu/umu in da z Nebesi (tjan), človeškostjo in pravičnostjo tvorijo prvotni um ljudi, ki si ga delijo vsa človeška bitja, tako modreci kot običajni ljudje, njegova resnica pa je večna.

## Vpliv Mencija
Mencij je nedvomno imel velik vpliv na Luja, kar potrjujejo številni Mencijevi citati, uporabljeni v Luovih delih. Lu je uporabil veliko konceptov in idej, ki si jih je prvi zamislil Mencij, vendar jih je brez izjeme samostojno razvil in poglobil. Pod vplivom budizma in daoizma, je v svojo filozofijo vključeval tudi metafizične vidike, ki so dodali več zapletenosti in prefinjenosti Mencijevim izvirnim idejam.

## Šola zavesti
Na podlagi njegove miselnosti se razvije Šola zavesti (Šin šue), idealistična smer neokonfucijanstva, ki ji nasprotuje Šola principa (Li šue), realistična smer neokonfucijanstva, katere glavni predstavnik je bil Džu Ši. Lu je za razliko od realistov popolnoma zavračal snovnost in s tem ponovno poskušal združiti konfucianstvo z budistično miselnostjo.
Po Luovi smrti leta 1193 njegova filozofija ni privabila veliko privržencev. Bila je skorajda popolnoma pozabljena, dokler ni poznejši mislec Vang Jangming v začetku 16. stoletja ponovno objavil in napisal komentarjev o Luovih delih.
Šola zavesti se imenuje tudi Šola Lu-Vang po imenih dveh glavnih mislecev, Lu Džjujuana in Vang Jangminga.
Vpliv te šole na Kitajskem je po Vangovi smrti zmanjšal močan centraliziran birokratski državni sistem, ki je nadzoroval izobraževanje vseh vladnih uradnikov z državnim izpitom, na katerega je močno vplival učni načrt, ki ga je zasnoval Džu Ši. Vpliv šole Lu-Vang na Japonskem pa je bil precej večji zaradi sorazmerno bolj decentraliziranega vladnega sistema po obdobju Sengoku. Šola Ojomej (japonsko za Vang Jangming) je na Japonskem navdihnila in močno vplivala na kasnejše japonske mislece in aktiviste, kot sta Nakae Tōdžu in Ōšio Heihačirō.
Luova razlaga konfucianizma je na Kitajskem ostala vplivna tudi v 20. stoletju. V začetku dvajsetega stoletja je Luovo filozofijo ponovno populariziral Ljang Šuming v svoji knjigi Vzhodne in zahodne kulture in njihove filozofije (1921). Nacionalistični vojskovodja Jan Šišan je poskušal oživiti konfucijanstvo v kitajski provinci Šanši v veliki meri po vzoru šole Lu-Vang.

## Citati
"Narava in jaz sva eno prav zaradi zavesti." -- Lu Džjujuan 
"Zavest je enaka zakonitosti." -- Lu Džjujuan 
"Obličje zavesti je neskončno; kdor mu zna priti do konca, postane enak vesoljstvu." -- Lu Džjujuan 
"Vesolje je moje srce in moje srce je vesolje." -- Lu Džjujuan 
"Tudi če bi bili Nebesa in Zemlja uničeni, bi Univerzalni razlog še zmeraj obstajal." -- Lu Džjujuan